# Hydrotaea depressa
Hydrotaea depressa är en tvåvingeart som beskrevs av Huckett 1954. Hydrotaea depressa ingår i släktet Hydrotaea och familjen husflugor. Inga underarter finns listade i Catalogue of Life.